# Заида (роман)
«Заида. Испанская история» — франкоязычный роман, предположительно написанный совместно госпожой де Лафайет, Пьером-Даниэлем Юэ, Жана Реньо де Сегре и Франсуа де Ларошфуко. Был впервые опубликован в 1669—1670 годах с указанием только одного автора — Сегре.

## Сюжет
Действие романа происходит в Испании в 866 году. В центре повествования — любовь Консалва и прекрасной Заиды, одним из главных движущих мотивов является ревность. Вымышленные события происходят на фоне Реконкисты. Такой выбор места и времени действия — дань моде на всё испанское, царившей во Франции в середине XVII века.
Авторы использовали ряд исторических источников («Гражданские войны в Гранаде» Хинеса Переса де Ита, «Всеобщую историю Испании» Луи де Майерн-Тюрке), но при этом реалии эпохи их интересуют мало: герои романа говорят и думают, как люди XVII века, что сближает «Заиду» с прециозным жанром.

## История текста
«Заида» была впервые опубликована в 1669—1670 годах в виде двухтомника. Первый том (20 ноября 1669 года) включал «Письмо-трактат Пьера-Даниеля Юэ о происхождении романов». В качестве автора был указан Жан Реньо де Сегре, и до 1702 года ни у кого не возникало сомнений в том, что именно он в одиночку написал роман. Сам Сегре всю оставшуюся жизнь называл книгу «моя Заида», её издавали под его именем до 1780 года. В XXI веке считается общепринятым мнение о том, что Мари-Мадлен де Лафайет принадлежат общий замысел, разработка сюжета и первая редакция текста. В дальнейшем Сегре участвовал в соединении отдельных глав в единое целое, Юэ редактировал текст, но за мадам де Лафайет оставалось последнее слово во всех важных вопросах.
Первое суждение о «Заиде» было высказано Юэ в «Письме-трактате». Этот автор пишет, что приключения в романе «свежи и трогательны, а повествование безупречно и изысканно». Более поздние рецензенты, как правило, сопоставляют «Заиду» с классическими произведениями мадам де Лафайет и констатируют, что это явный шаг назад, от психологической прозы к прециозному жанру. Госпожа де Жанлис придерживалась нетипичного мнения о том, что «Заида» отличается в выгодную сторону от романов Мадлен де Скюдери.